# 齊藤健二
齊藤健二（日语：サイトウケンジ）是日本電子遊戲劇本作家、輕小說作家、及漫畫原作者。原來隸屬於feng、Windmill，目前是成人遊戲公司EX-ONE的代表者。

## 作品
美少女遊戲
- White Princess the second（2005年）
- 望見青空之丘（2006年）
- 夕陽染紅的坡道（2007年）
- 祝福的鐘聲（2009年）
- 親吻與魔王與紅茶（2009年）
- 尋找失去的未來（2010年）
- 與你一起（2010年、手機遊戲）
- 姊色（2011年）
- Hyper→Highspeed→Genius（2011年）
- （2011年）
- 真夏之夜的雪物語（2011年）
- 普通幻想（2012年）
- （2013年）
- 最終戀愛遊戲（開發中止）
- （2013年）（メイン）
- （2018年）（原案協力、監修）

輕小說
- 第101篇百物語（涼香作畫，MF文庫J，東立出版社代理）
- 聖劍與魔龍的世界（黑銀作畫，OVERLAP文庫，青文出版社代理）
- 椎名町學姊的安全日（CARNELIAN作畫，MF文庫J，東立出版社代理）
- 未確認未來少女（小学館ガガガ文庫）
- （MF文庫J）
- （ドラゴンコミックスエイジ）
- （ノベルゼロ）

漫畫原作
- TRINITY SEVEN 魔道書7使者（奈央晃德漫畫，富士見書房發行，台灣角川書店代理）
- REDNIGHT EVE（横山コウヂ漫畫）
- [1]
- （月刊ドラゴンエイジ）
- （マガジンR）

## 外部連結
- サイトウケンジEX的X（前Twitter） （日語）